# 傍
| ウィキペディアには「傍」という見出しの百科事典記事はありません（タイトルに「傍」を含むページの一覧/「傍」で始まるページの一覧）。 代わりにウィクショナリーのページ「傍」が役に立つかもしれません。 |